# ЮНИТ
ЮНИТ (англ. UNIT), сокращение от Unified Intelligence Taskforce (с англ. — «Объединённая разведывательная оперативная группа»), ранее — United Nations Intelligence Taskforce (с англ. — «Разведывательная оперативная группа ООН»)  — вымышленная военная организация из британских научно-фантастических телесериалов «Доктор Кто», «Торчвуд», «Приключения Сары Джейн», созданная Алистером Гордоном Летбридж-Стюартом в конце 1960-х годов в Британии. Действуя под эгидой ООН, её целью являлись изучение и борьба с паранормальными и внеземными угрозами в Британии, а позже и по всей Земле. ЮНИТ была не единственной организацией на Земле, которая вела борьбу с пришельцами, однако именно с этой организацией Доктор имеет тесные отношения и даже имел постоянную должность в штабе сотрудников.
После трансляции «Доктора Кто» в 2005 году, исполнительный продюсер Расселл Ти Дейвис заявил, что ООН больше не хочет быть связанной с вымышленной организацией, и полное название ООН больше не будет использоваться. Тем не менее, «ЮНИТ» и сокращения «ООН» не переставали использоваться в телесериале. В 2008 году Дейвис объявил, что название организации будет изменено на «Объединённая разведывательная оперативная группа». Это новое имя было впервые упомянуто на экране в серии «Плане сонтаранцев» в 2008 году, в ней же была фраза, что ООН по-прежнему финансирует ЮНИТ.

## Создание
В 2014 году в интервью Doctor Who Magazine редактор сценариев Терренс Дикс вспомнил, что присутствовал при зарождении идеи ЮНИТ во время производства истории «Вторжение» (1968) оригинального сериала. Он сослался на сценариста и редактора сценариев Деррика Шервина и продюсера Питера Брайанта как на авторов идеи и заявил, что они тестировали концепт в истории «Вторжение» перед тем, как он стал центральным в сериале в истории «Остриё в космосе» (1970). В серии интервью для выпуска истории «Инферно» (1970) на DVD в 2006 году актёр Николас Кортни, который играл во «Вторжении» Бригадира Летбриджа-Стюарта, также описал «Вторжение» прогоном для идеи ссылки Доктора, главного героя сериала «Доктор Кто», на Землю. Дикс сказал, что идея была воплощена для удешевления производства, поскольку так нет необходимости сотворять для каждой истории новые инопланетные декорации, и что идея про ЮНИТ пришла Шервину при размышлениях, чем занять Доктора после его ссылки. В интервью 2012 года для DVD-выпуска истории «Кротоны» (1968—1969) Шервин заявил, что и так хотел события сериала перенести на Землю ради правдоподобия, и назвал ЮНИТ идеальным средством для этого.
В другом интервью 2014 года для «Doctor Who Magazine» Шервин припомнил, что после отправки Брайанту своих сценариев для истории «Вторжение», которые включали ЮНИТ, Брайант сказал Шервину, который также подрабатывал редактором сценариев, ввести идею ЮНИТ раньше, чтобы облегчить нагрузку на актёра Патрика Траутона, игравшего Доктора. В интервью 2011 года для DVD-релиза истории «Остриё в космосе» Шервин заявил, что создал ЮНИТ для «значительной поддержки» Доктора, чтобы Траутону «не пришлось учить столько чёртовых реплик каждую неделю».
В 2014 году Шервин рассказал журналу «Doctor Who Magazine», что, работая редактором сценариев над историей «Паутина страха» (1968), в которой была армия, он сказал сценаристам Мервину Хайсману и Генри Линкольну включить в неё всех персонажей, которых он первоначально создал для «Вторжения». Шервин не был уверен, были ли из ЮНИТ отряды в «Паутине страха», но был убеждён, что в «Паутине страха» отряды армии должны были быть заменены в качестве намёка на большую значимость ЮНИТ во «Вторжении». Шервин утверждал, что обладает авторскими правами на Летбриджа-Стюарта, поскольку именно он создал персонажа в истории «Вторжение». Однако в более раннем интервью 2006 года для DVD-релиза истории «Инферно» Шервин описал «Вторжение» зарождением ЮНИТ и началом «спуска Доктора на Землю». К тому же в книге «Doctor Who: The Complete History» Хайсман и Линкольн указаны обладателями прав на Летбриджа-Стюарта, который был лидером армии в «Паутине страха», и сказано, что Брайант и режиссёр Дуглас Кэмфилд обсуждали с Хайсманом и Линкольном использование персонажа для «Вторжения» в мае 1968 года, после трансляции «Паутины страха» в феврале и марте. История «Паутина страха» также была описана в книге как оказавшая большое влияние на «Вторжение».

## Вымышленная история

### Предшественники
В начале 20 века существовала организация LONGBOW, действовавшая от имени Лиги Наций. Считается, что именно это объединение послужило толчком к созданию ЮНИТа. LONGBOW единожды противостоял внеземной угрозе, однако не смог с ней справиться, поэтому группировку расформировали к началу Второй мировой войны (ПРОЗА: Справедливая война).
Реальным предшественником ЮНИТ является объединение ICMG, которое было сформировано специально для противостояния с инопланетной угрозой. Единственным отличием является, то, что ICMG работала только в Британии, а не на международном уровне. Эта организация была расформирована к 1960 году (ПРОЗА: Кто убил Кеннеди).
Толчком к образованию ЮНИТ является вторжение роботов Йети в лондонское метро. В это время полковник британской армии, Алистер Гордон Летбридж-Стюарт осознал опасность внеземной угрозы. В это же время он встретился со Вторым Доктором и его спутниками, которые помогли ему справиться с Йети (ТВ: «Паутина страха»).

### Формирование
Причиной формирования ЮНИТ послужила заинтересованность ООН в инопланетной угрозе. Они прекрасно понимали, что, чем глубже в космос Земля отправляет свои зонды и космические корабли, тем больше о них узнают пришельцы. Их опасения подтвердил полковник Летбридж-Стюарт, который выступил с докладом о вторжении Йети (ПРОЗА: Кто убил Кеннеди; ТВ: «Острие из космоса»).
ООН решились на кардинальные действия. Они повысили Летбридж-Стюарта до звания бригадира и дали ему возможность создать организацию, которая оперативно действовала в подобной ситуации. Все средства были выделены министерству обороны Британии, однако ЮНИТ подчинялась напрямую Женеве (ПРОЗА: Кто убил Кеннеди; ТВ: «Вторжение», «Временной полёт»).

## Основные сотрудники
- Бригадир Алистер Гордон Летбридж-Стюарт, позднее сэр Алистер Гордон Летбридж-Стюарт (сыгран Николасом Кортни) — основатель ЮНИТ и первый командир британского контингента ЮНИТ. Во время ссылки Доктора на Землю нанимает Доктора в качестве своего научного консультанта. Отец Кейт Летбридж-Стюарт, ещё одного командира ЮНИТ[14]. Появлялся непосредственно в сериале с 1968 (серия «Паутина страха») по 1989 год (серия «Поле брани») в эрах Второго, Третьего, Четвёртого, Пятого и Седьмого Доктора, а также в благотворительном спецвыпуске к 30-летию сериала «Измерения во времени» (1993) и в серии «Враг Бэйнов» телесериала «Приключения Сары Джейн» (2008).
- Сержант Джон Бентон (Джон Левин) — старший унтер-офицер британского контингента ЮНИТ, позднее уорент-офицер 1-го класса и старшина полка. Появлялся в сериале на полурегулярной основе с 1968 (серия «Вторжение») по 1975 год (серия «Вторжение андроидов»).
- Доктор был главным научным консультантом ЮНИТ с того момента, как его третье воплощение было отправлено в ссылку на Землю (также периодически сотрудничал с ЮНИТ во время своего второго воплощения)[15][16]. Доктор ушёл с постоянной работы в ЮНИТ во время своего четвёртого воплощения[17], оставив пространственно-временной телеграф[18] (а позже и телефонный номер ТАРДИС)[19], по которому он мог быть вызван в экстренных случаях. Сохранил своё удостоверение, в котором всё ещё фотография третьего воплощения[20]; и первыми спутниками после ухода были сотрудники врач-лейтенант ЮНИТ Гарри Салливан и Сара Джейн Смит. Несмотря на условность принадлежности к ЮНИТ и частые разногласия с организацией, Доктор продолжала считаться научным консультантом ЮНИТ даже в тринадцатом воплощении.
- Лиз Шоу (Кэролайн Джон), первоначально нанятая как научная консультантка, соглашается на должность ассистентки, когда должность консультанта достаётся Третьему Доктору[21].
- Джо Грант (Кэти Мэннинг) — гражданская сотрудница ЮНИТ, которая была назначена на должность ассистентки научного консультанта, Третьего Доктора. Персонаж появляется в серии «Террор автонов» 1971 года[22] до серия «Зелёная смерть» в 1973 году[23]. Согласно новеллизации «Террора автонов», имеет звание капрала.
- Сара Джейн Смит (Элизабет Слейден) — журналистка-расследовательница, которая становится аффилирована с ЮНИТ благодаря своему статусу спутницы при Третьем, Четвёртом, Десятом и Одиннадцатом Докторе. Впервые получает доступ в ЮНИТ в серии «Воин времени» (1973—1974), выдав себя за свою тётю и приёмную мать, вирусолога доктора Лавинию Смит. Доктор сразу распознаёт ложь, так как настоящая Лавиния опубликовала книгу, когда Сара Джейн была ещё ребёнком. Сара Джейн поддерживает контакты и получает поддержку от высших сотрудников ЮНИТ даже после ухода от них[24][25].
- Гарри Салливан (Иэн Мартер) — врач-лейтенант Королевского ВМФ Великобритании, медицинский офицер ЮНИТ на момент регенерации Третьего Доктора  и спутник Четвёртого Доктора с 1974 (серия «Робот») по 1975 год (серия «Вторжение андроидов»).
- Марта Джонс (Фрима Аджимен) — спутница Десятого Доктора, врач, а затем медицинский офицер ЮНИТ[19]. Появлялась в сериале с серии «Смит и Джонс» (2007) по серию «Конец времени» (2010).
- Кейт Летбридж-Стюарт, также известна как Кейт Стюарт (Джемма Редгрейв) — главная научная сотрудница, а затем командир британского контингента ЮНИТ в 2010-х и 2020-х годах.  Дочь Бригадира Летбриджа-Стюарта. Впервые появляется в серии «Сила трёх» (2012) и спецвыпуске к 50-летию сериала «День Доктора» (2013) с Одиннадцатым Доктором, затем появлялась в эрах Двенадцатого, Тринадцатого, Четырнадцатого и Пятнадцатого Доктора[26] и появится в спин-оффе «Война между сушей и морем». Персонаж впервые появился в неофициальных спин-оффах «Downtime» (1995) и «Dæmos Rising» (2004), в которых её сыграла Беверли Крессман.
- Петронелла Осгуд (Ингрид Оливер) — научная консультантка ЮНИТ при Кейт Стюарт. Впервые появляется в спецвыпуске к 50-летию сериала «День Доктора» (2013), где её внешность копирует пришелец зайгон, и обе становятся сотрудницами ЮНИТ. Одна из них умирает в серии «Смерть на небесах» (2014). Вновь появляется в двухсерийной истории «Вторжение зайгонов» / «Преображение зайгонов» (2015), где её внешность вновь копирует другой зайгон по имени Бонни, и они обе продолжают работать в ЮНИТ.
- Ширли Энн Бингэм (Рут Мэдли) — научная консультантка ЮНИТ при Кейт Стюарт, которая впервые появилась в спецвыпуске к 60-летию сериала «Звёздный зверь» (2023).
- Мелани Буш, которая также известна как Мэл Буш (Бонни Лэнгфорд) — изначально спутница Шестого и Седьмого Доктора с 1986 по 1987 год, а также в спецвыпуске к 30-летию сериала «Измерения во времени» (1993). Вернулась в сериал в 2022 году в спецвыпуске «Сила Доктора» и спецвыпуске к 60-летию сериала «Смешок» (2023), где выяснилось, что Кейт Стюарт предложила ей должность в ЮНИТ.

### Комментарии
1. ↑  В книге «Emotional Chemistry[англ.]» с Восьмым Доктором (2003) российское подразделение ЮНИТ названо ОГРОН (Оперативная группа разведки Объединённых Наций)